# Inflexible (1755)
Pour les autres navires du même nom, voir Inflexible.
L’Inflexible était un vaisseau portant 64 canons, construit par Pierre Morineau en 1752-54, et lancé de Rochefort en 1755. Il fut mis en chantier pendant la vague de construction qui sépare la fin de guerre de Succession d'Autriche (1748) du début de la guerre de Sept Ans (1755). Il participa à diverses missions lors de ce conflit et fut perdu par naufrage en 1760 après avoir participé à la bataille des Cardinaux.

## Caractéristiques principales
L’Inflexible était un bâtiment moyennement artillé mis sur cale selon les normes définies dans les années 1730-1740 par les constructeurs français pour obtenir un bon rapport coût/manœuvrabilité/armement afin de pouvoir tenir tête à la marine anglaise qui disposait de beaucoup plus de navires. Il faisait partie de la catégorie de vaisseaux dite de « 64 canons » dont le premier exemplaire avait été lancé en 1735 et qui fut suivi par plusieurs dizaines d’autres jusqu’à la fin des années 1770, époque où ils furent définitivement surclassés par les « 74 canons. »
Comme pour tous les vaisseaux de guerre de l’époque, sa coque était en chêne, son gréement en pin, ses voiles et cordages en chanvre. Il était moins puissant que les vaisseaux de 74 canons car outre qu'il emportait moins d'artillerie, celle-ci était aussi pour partie de plus faible calibre, soit vingt-six canons de 24 livres sur sa première batterie percée à treize sabords, vingt-huit canons de 12 sur sa deuxième batterie percée à quatorze et dix canons de 6 sur ses gaillards. Cette artillerie correspondait à l’armement habituel des 64 canons. Elle était en fer, chaque canon disposant en réserve d’à peu près 50 à 60 boulets, sans compter les boulets ramés et les grappes de mitraille. 
Pour nourrir les centaines d’hommes qui composaient son équipage, c’était aussi un gros transporteur qui devait, selon les normes du temps, avoir pour deux à trois mois d'autonomie en eau douce et cinq à six mois pour la nourriture. C'est ainsi qu'il embarquait des dizaines de tonnes d’eau, de vin, d’huile, de vinaigre, de farine, de biscuit, de fromage, de viande et de poisson salé, de fruits et de légumes secs, de condiments, de fromage, et même du bétail sur pied destiné à être abattu au fur et à mesure de la campagne.

## Historique

Plan de la bataille des Cardinaux, avec la dislocation de l’escadre française et la fuite d'une partie des vaisseaux vers la Vilaine. L’Inflexible en fait partie.

L’Inflexible entra en service au début de la guerre de Sept Ans. Son premier commandant était Monsieur de Guébriant. Il fut intégré à la petite escadre de 6 vaisseaux et 3 frégates aux ordres du lieutenant général Macnemara qui devait escorter 18 bâtiments portant des renforts pour le Canada (aux ordres, elle, de Dubois de La Motte). Les ordres de Macnemara étant de prendre le moins de risque possible face aux forces anglaises, il se contenta de faire une croisière sur les côtes avant de rentrer (3 mai - 20 mai 1755), laissant Dubois de La Motte terminer seul la mission. Macnemara malade et démissionnaire, l’Inflexible resta dans la même force, mais celle-ci passa sous les ordres de Du Gay qui patrouillât au large de Brest pour protéger l'arrivée des convois de commerce.
En 1757, l’Inflexible passa sous les ordres du capitaine de Tilly et se retrouva intégré dans la division de 5 vaisseaux et une frégate du chef d'escadre Bauffremont qui devait faire voile pour les Antilles et l'Amérique du Nord afin d'y défendre les îles à sucre et Louisbourg. Le 31 janvier, il appareilla de Brest pour Saint-Domingue où il arriva quelques semaines plus tard avec les autres vaisseaux pour y débarquer des troupes. Puis il fit toute vers le Canada où il arriva en mai, participant ainsi à l'importante concentration navale qui sauva Louisbourg de l'invasion cette année-là. En octobre, l’Inflexible quitta la place pour rentrer en France. Comme les autres vaisseaux, il fut touché par la grave épidémie de typhus qui ravagea les équipages et qui contamina Brest à l'arrivée en novembre, faisant des milliers de morts dans la ville. Pendant cette campagne, la mort du capitaine de Tilly avait fait passer le commandement du vaisseau sous les ordres de Monsieur de Saint-Laurent. 
Comme l'essentiel de la flotte de Brest, l’Inflexible resta à quai en 1758 en vue de reformer les équipages désorganisés par l'épidémie de l'année précédente et pour préparer la campagne de 1759 que le gouvernement espérait décisive car il était prévu de débarquer en Angleterre. Sous le commandement du chevalier de Caumont, l’Inflexible fut mobilisé pour faire partie, dans l'arrière-garde, de l'escadre de 21 vaisseaux aux ordres de Conflans qui devait escorter la flotte d'invasion. Le 20 novembre 1759, il prit part à la désastreuse bataille des Cardinaux dans laquelle il ne joua qu'un rôle secondaire. Au lendemain de cette défaite, il se réfugia dans la Vilaine avec six autres vaisseaux, et s'y retrouva bloqué par la flotte anglaise. 
Pour se mettre à l'abri d'une attaque des brûlots de la Navy, le bâtiment fut délesté de son artillerie et de ses équipements lourds afin de pouvoir remonter le plus loin possible dans l'estuaire de la Vilaine. Mais le 1er janvier 1760, une tempête se leva et il fit naufrage, « crevé sur une roche ». Il fallut alors le démembrer pour sauver ce qui pouvait l'être. L’Inflexible fait partie des 37 vaisseaux perdus par la France pendant la désastreuse guerre de Sept ans. Son épave gît aujourd'hui sous les eaux du barrage d'Arzal.